# Biograd na Moru
Biograd na Moru je grad u Zadarskoj županiji.

## Zemljopis
Nalazi se u sjevernoj Dalmaciji, 28 km južno od Zadra. Smješten je na malom poluotoku i kopnu. Na njegovoj sjevernoj strani je uvala Bošana a na južnoj Soline. Ispred grada su otoci Planac i Sv. Katarina (sa svjetionikom). Prosječna temperatura zraka u siječnju je 7 °C a u srpnju 24.5 °C, s prosječnim godišnjim padalinama od 840 mm. U uvali Soline nalazi se velika javna, pješčana plaža okružena borovom šumom. Biograd je lokalni trgovački i prometni centar, s dobrim vezama prema svojem zaleđu, okolnim obalnim naseljima i gradićima i otokom Pašmanom. Kroz grad prolazi magistralna jadranska cesta, a nekih 15 km sjeverno je čvor Benkovac na autocesti Zagreb - Split. Biograd je centar rivijere koja obuhvaća Sv. Petar na Moru, Turanj, Sveti Filip i Jakov, Biograd, Pakoštane i Drage, kao i više naselja na otoku Pašmanu: Tkon, Kraj, Pašman, Barotul, Mrljane, Neviđane, Dobropoljana, Banj i Ždrelac, i Vrgadu na istoimenom otoku.

## Povijest
Biograd na Moru je hrvatski kraljevski grad koji se prvi put spominje sredinom X. stoljeća, dok je u XI. stoljeću bio sjedište hrvatskih kraljeva i biskupa. Najveći procvat Biograd je doživio kao prijestolnica srednjovjekovnih hrvatskih vladara, a godine 1102. u njemu je okrunjen i hrvatsko-ugarski kralj Koloman. 
Godine 1202. Biograd je utočište bjeguncima iz Zadra (→Križarska opsada Zadra), te se naziva i Zara vecchia. Tijekom 13. i 14. stoljeća gradom upravljaju cetinski knezovi, vranski templari i bribirski knezovi Šubići. 
Od 1409. do 1797. je pod vlašću Venecije. Stradao je u mletačko-turskim ratovima, a 1521. i 1646. je porušen i zapaljen. U 16. i 17. stoljeću u Biogradu je središte hrvatske narodne vojske koja je imala veliku ulogu u protuturskim ratovima. Zbog ratnih stradanja njegova važnost opada, da bi opet ojačao početkom 19. stoljeća kada za vrijeme francuske vladavine dobiva općinu i sud.
Turistički razvoj Biograda počeo je između dva svjetska rata. Prvi gosti, Česi, počeli su dolaziti u Biograd tijekom 1920-ih. Prvi hotel sagrađen je 1935. na mjestu današnjeg hotela Ilirija.
Tijekom srpske agresije grad je pretrpio velika razaranja dalekometnim topništvom jer su ga pobunjeni Srbi pokušavali zauzeti. 14. lipnja 1993. napali su grad raketnim sustavom Orkan s kasetnim punjenjem. Tzv. „zvončići“ na plaži Soline ubili su 5 osoba: Lidiju Vrankulj (prognanicu iz Polače), Danijelu Vidaković te Marijana Pulića, Jozu Tomića i Karla Paića, koji su bili pripadnici Specijalnih postrojbi Glavnog stožera HV-a. Još 7 osoba teško je ranjeno. Za ovaj ratni zločin do danas nitko nije odgovarao. Novi teški topnički napad dogodio se 30. lipnja.
Grad je osvojio srebrnu medalju i prestižnu nagradu Srebrni cvijet Europe 2007., za hortikulturno i urbano uređenje mjesta.

## Gospodarstvo
Gospodarstvo je bazirano na poljoprivredi, ribarstvu i turizmu. Biograd je trajektna luka za otok Pašman, ali također je i mikroregionalno središte okolnih mjesta i općina.
Biograd Boat Show međunarodni je nautički sajam koji se održava u listopadu u Marini Kornati u Biogradu na Moru. Osnovan je 1999. godine te predstavlja najveći nautički sajam u Hrvatskoj i Srednjoj Europi. Sajam je član Međunarodne udruge organizatora nautičkih sajmova (IFBSO), koja okuplja 36 svjetskih nautičkih sajmova.

## Stanovništvo
Prema popisu stanovništva iz 2021. broj stanovnika iznosi 5601.

### Popis 1991.
| broj stanovnika | 649   | 693   | 675   | 796   | 1044  | 1137  | 1181  | 1495  | 1806  | 2115  | 2418  | 3486  | 4560  | 5315  | 5259  | 5569  | 5601  |
|                 | 1857. | 1869. | 1880. | 1890. | 1900. | 1910. | 1921. | 1931. | 1948. | 1953. | 1961. | 1971. | 1981. | 1991. | 2001. | 2011. | 2021. |

## Uprava
Upravnu jedinicu Grada Biograda čini samo uže gradsko područje. Ostala naselja koja su bila u sastavu prijeratne općine Biograd na Moru izdvojena su u nove općine Pakoštane, Pašman, Sveti Filip i Jakov te  Tkon.  
Ovlasti i obveze koji proizlaze iz samoupravnog djelokruga Grada Biograda na Moru podijeljeni su između mjesnih odbora (četiri mjesna odbora), Gradskog vijeća, gradonačelnika i upravnih tijela Grada Biograda na Moru.

## Poznate osobe
- Danil Domdjoni, svjetski seniorski prvak u karateu
- Boris Kalin, filozof
- Tina Šimurina, tv novinarka

## Spomenici i znamenitosti
- Samostan sv. Ivana Evanđeliste u BiograduZavičajni muzej grada Biograda na Moru
- Samostan sv. Ivana Evanđeliste u Biogradu (iskopine)
- Katedrala Sv. Anastazije[5]

## Obrazovanje
- Osnovna škola Biograd na Moru
- Srednja škola Biograd na Moru
- Visoka škola "Baltazar Adam Krčelić", studij Poslovanje i upravljanje, Odjel poslovne ekonomije i financija s turističkim modulom

## Kultura
Kulturne udruge:
- Gradska glazba
- KUD „Sv. Ivan Krstitelj”
- Mješoviti pjevački zbor Sv. Cecilija
- Dječji forum društva „Naša djeca”
- Muška klapa Biograd
- KUD „Kralj Tomislav”

## Šport
Šporske udruge:
- Vaterpolo plivački klub „Biograd”
- Hrvatski nogometni klub „Primorac”
- Lovačka udruga „Jarebica”
- Rukometni klub „Biograd”
- Atletski sportski klub „Maraton”
- Atletski klub „Soline”
- Karate klub „B”
- Teniski klub „Biograd”
- Teniski klub „As”
- Jedriličarski klub „Biograd”
  - održavaju se brojne regate s dugom tradicijom: Biogradska regata (1988.), Božićna regata krstaša (Biograd–Zadar), Karnevalska regata (2001.), Regata Sv. Nikola (2000.), Regata Sv. Stošije i regata gradova prijatelja (2000.), Zagrebačka - Biograd proljetna regata (1983.). Najveća privatna međunarodna regata na Mediteranu Engineering Challenge Cup održala se 2005. i 2010.[6]
- Ronilački klub „Albamaris”
- Športsko-ribolovna udruga „Podlanica”
- Plivački klub „Dupin”
- Košarkaški klub „Biograd”
- Odbojkaški klub „Biograd”
- Klub odbojke na pijesku „Soline”
- Jet ski klub „Maestral”
- Moto klub Duhovi
- Malonogometni klub „Gauni”
- Boćarski klub „Adriabulin”

## Gradovi pobratimi i partnerski gradovi

### Povelje o bratimljenju
- Slovenske Konjice, Slovenija (2019.)Plaža u Biogradu

## Zanimljivosti
- Kod Biograda na Moru održava se jedriličarska regata krstaša pod nazivom Regata Sv. Valentina poznata i kao "Regata Kanalom ljubavi" jer se održava u kanalu koji objedinjuje ("sve što ljubav sačinjava") "otok Ljubavi/otok Sastajanja - Sv. Katarina, otok Suza - Planac, otok Srce - Galešnjak, otok Vrtiguza - Čavatul"[7]

## Vanjske poveznice
- Službene stranice
- Portal grada Biograda na Moru  Arhivirana inačica izvorne stranice od 15. studenoga 2018. (Wayback Machine)